# Campionato Primavera 1 2025-2026
Il Campionato Primavera 1 - Trofeo "Giacinto Facchetti" 2024-2025 è la 64ª edizione del torneo Primavera, la 9ª nella formula della massima divisione a girone unico, iniziata il 16 agosto 2025 e che terminerà il 16 maggio 2026.

## Stagione

### Novità
Nella stagione precedente sono retrocesse Empoli, Sampdoria e Udinese. Dal Campionato Primavera 2 sono state promosse Parma, Frosinone e Napoli.

### Regolamento
Il Campionato Primavera 1 si articola nelle seguenti fasi:
- Prima fase - Girone unico "all'italiana": le 20 società partecipanti sono inserite in un girone unico. Al termine di questa fase, le prime sei società classificate accedono alla fase finale. Le ultime due società classificate retrocedono direttamente al campionato Primavera 2.
- Play-out per la permanenza nel campionato Primavera 1: le due società classificatesi al 17º e al 18º posto disputano il play-out per la permanenza nel campionato Primavera 1, con gara unica disputata in casa della 17ª classificata. In caso di parità al termine dei 90 minuti regolamentari, si procederà direttamente all'esecuzione dei calci di rigore, senza la disputa dei tempi supplementari. Nel caso in cui dovessero esservi almeno 10 punti di differenza tra le due squadre, non è prevista la disputa del play-out, pertanto la squadra classificata al 18º posto retrocederà direttamente al Campionato Primavera 2 2025-2026 insieme alle ultime due classificate.
- Fase finale: la fase finale ha luogo con il sistema dell'eliminazione diretta in gara unica ed è suddivisa in tre turni: 1º turno, semifinali e finale. Le sei società qualificate sono concentrate nella/e località ove si disputano tutte le gare della fase finale. Le due società classificatesi al 1º e 2º posto al termine del campionato sono considerate teste di serie e accedono direttamente alle semifinali. Le società classificatesi dal 3º al 6º posto accedono al primo turno.

1º turno: le quattro società ammesse sono accoppiate fra loro secondo il seguente schema:
gara 1: 4ª classificata contro 5ª classificata;
gara 2: 3ª classificata contro 6ª classificata.
In caso di parità al termine di ogni gara del 1º turno, si qualifica alla semifinale la squadra meglio classificata al termine della prima fase (non è previsto lo svolgimento dei tempi supplementari né l'esecuzione dei calci di rigore).
Semifinali: le due società teste di serie e le due società vincenti le gare del 1º turno sono accoppiate fra loro secondo il seguente schema:
1ª classificata contro vincente gara 1;
2ª classificata contro vincente gara 2.
In caso di parità al termine dei 90 minuti regolamentari, si procederà direttamente all'esecuzione dei calci di rigore, senza la disputa dei tempi supplementari, per determinate la squadra vincente.
Finale: le società vincitrici delle semifinali si affronteranno in finale. In caso di parità al termine dei 90 minuti regolamentari, si procederà direttamente all'esecuzione dei calci di rigore, senza la disputa dei tempi supplementari, per determinare la società Campione d'Italia 2025-2026.

## Squadre partecipanti
| Club       | Città         | Impianto                                                    | Stagione precedente                                             |
| ---------- | ------------- | ----------------------------------------------------------- | --------------------------------------------------------------- |
| Atalanta   | Bergamo       | Stadio Carillo Pesenti Pigna (Alzano Lombardo)              | 16º posto nel Campionato Primavera 1                            |
| Bologna    | Bologna       | Granarolo Youth Center - campo 1 (Crespellano)              | 17º posto nel Campionato Primavera 1                            |
| Cagliari   | Cagliari      | CRAI Sport Center - campo 1 (Assemini)                      | 7º posto nel Campionato Primavera 1                             |
| Cesena     | Cesena        | Centro sportivo Romagna centro - campo 1                    | 12º posto nel Campionato Primavera 1                            |
| Cremonese  | Cremona       | Centro Sportivo Amadio Soldi                                | 14º posto nel Campionato Primavera 1                            |
| Fiorentina | Firenze       | Stadio Curva Fiesole - Viola Park (Bagno a Ripoli)          | 4º posto nel Campionato Primavera 1                             |
| Frosinone  | Empoli        | Cittadella dello sport(Ferentino)                           | 1º posto nel Campionato Primavera 2/B, promosso                 |
| Genoa      | Genova        | Stadio La Sciorba                                           | 11º posto nel Campionato Primavera 1                            |
| Inter      | Milano        | Konami Youth Development Centre                             | 2º posto nel Campionato Primavera 1 e Campione d'Italia         |
| Juventus   | Torino        | Juventus Training Center - campo Ale & Ricky (Vinovo)       | 5º posto nel Campionato Primavera 1                             |
| Lazio      | Roma          | S.S. Lazio Training Center - campo Mirko Fersini (Formello) | 9º posto nel Campionato Primavera 1                             |
| Lecce      | Lecce         | Deghi center (San Pietro in Lama)                           | 13º posto nel Campionato Primavera 1                            |
| Milan      | Milano        | Centro sportivo Vismara                                     | 6º posto nel Campionato Primavera 1                             |
| Monza      | Monza         | Centro sportivo Silvio e Luigi Berlusconi - Monzello        | 15º posto nel Campionato Primavera 1                            |
| Napoli     | Napoli        | Stadio comunale Arena Giuseppe Piccolo (Cercola)            | 3º posto nel Campionato Primavera 2/B, promosso dopo i play-off |
| Parma      | Parma         | Centro sportivo di Collecchio (Collecchio)                  | 1º posto nel Campionato Primavera 2/A, promosso                 |
| Roma       | Roma          | Stadio Tre Fontane                                          | 1º posto nel Campionato Primavera 1                             |
| Sassuolo   | Sassuolo (MO) | Stadio Enzo Ricci                                           | 3º posto nel Campionato Primavera 1                             |
| Torino     | Torino        | Stadio Valentino Mazzola (Orbassano)                        | 10º posto nel Campionato Primavera 1                            |
| Verona     | Verona        | Stadio Aldo Olivieri                                        | 8º posto nel Campionato Primavera 1                             |

## Allenatori e primatisti
Aggiirnato al 17 agosto 2025.
| Squadra    | Allenatore         | Capocannoniere (tra parentesi il numero dei gol segnati) |
| ---------- | ------------------ | -------------------------------------------------------- |
| Atalanta   | Giovanni Bosi      |                                                          |
| Bologna    | Stefano Morrone    |                                                          |
| Cagliari   | Francesco Pisano   |                                                          |
| Cesena     | Nicola Campedelli  |                                                          |
| Cremonese  | Elia Pavesi        |                                                          |
| Fiorentina | Daniele Galloppa   |                                                          |
| Frosinone  | Giancarlo Marini   | Alessandro Luchetti (1)                                  |
| Genoa      | Jacopo Sbravati    | Jacopo Grossi, Marco Romano (1)                          |
| Inter      | Benito Carbone     | Jamal Idrissou (1)                                       |
| Juventus   | Simone Padoin      | Silvano Biggi, Iván López (1)                            |
| Lazio      | Francesco Punzi    | Federico Serra (1)                                       |
| Lecce      | Simone Schipa      | Nemanja Milojevic (1)                                    |
| Milan      | Giovanni Renna     | Simone Lontani (2)                                       |
| Monza      | Oscar Brevi        |                                                          |
| Napoli     | Dario Rocco        | Mattia Esposito (1)                                      |
| Parma      | Nicola Corrent     |                                                          |
| Roma       | Federico Guidi     |                                                          |
| Sassuolo   | Emiliano Bigica    | Gabriele Negri, Giacomo Seminari (1)                     |
| Torino     | Christian Fioratti |                                                          |
| Verona     | Paolo Sammarco     |                                                          |

## Classifica
Aggiornata al 17 agosto 2025.
|  | Pos. | Squadra    | Pt | G | V | N | P | GF | GS | DR |
|  | ---- | ---------- | -- | - | - | - | - | -- | -- | -- |
|  | 1.   | Genoa      | 3  | 1 | 1 | 0 | 0 | 2  | 1  | +1 |
|  | 1.   | Milan      | 3  | 1 | 1 | 0 | 0 | 2  | 1  | +1 |
|  | 1.   | Frosinone  | 3  | 1 | 1 | 0 | 0 | 1  | 0  | +1 |
|  | 1.   | Inter      | 3  | 1 | 1 | 0 | 0 | 1  | 0  | +1 |
|  | 1.   | Napoli     | 3  | 1 | 1 | 0 | 0 | 1  | 0  | +1 |
|  | 6.   | Juventus   | 1  | 1 | 0 | 1 | 0 | 2  | 2  | 0  |
|  | 6.   | Sassuolo   | 1  | 1 | 0 | 1 | 0 | 2  | 2  | 0  |
|  | 6.   | Bologna    | 1  | 1 | 0 | 1 | 0 | 0  | 0  | 0  |
|  | 6.   | Cesena     | 1  | 1 | 0 | 1 | 0 | 0  | 0  | 0  |
|  | 10.  | Atalanta   | 0  | 0 | 0 | 0 | 0 | 0  | 0  | 0  |
|  | 10.  | Fiorentina | 0  | 0 | 0 | 0 | 0 | 0  | 0  | 0  |
|  | 10.  | Parma      | 0  | 0 | 0 | 0 | 0 | 0  | 0  | 0  |
|  | 10.  | Roma       | 0  | 0 | 0 | 0 | 0 | 0  | 0  | 0  |
|  | 10.  | Torino     | 0  | 0 | 0 | 0 | 0 | 0  | 0  | 0  |
|  | 10.  | Verona     | 0  | 0 | 0 | 0 | 0 | 0  | 0  | 0  |
|  | 10.  | Lazio      | 0  | 1 | 0 | 0 | 1 | 1  | 2  | -1 |
|  | 10.  | Lecce      | 0  | 1 | 0 | 0 | 1 | 1  | 2  | -1 |
|  | 10.  | Cagliari   | 0  | 1 | 0 | 0 | 1 | 0  | 1  | -1 |
|  | 10.  | Cremonese  | 0  | 1 | 0 | 0 | 1 | 0  | 1  | -1 |
|  | 10.  | Monza      | 0  | 1 | 0 | 0 | 1 | 0  | 1  | -1 |

Legenda:
 Campione d’Italia
 Ammesse ai play-off
      Ammesse direttamente in semifinale.
      Ammesse al 1º turno della fase finale.
 Ammesse ai play-out.
 Retrocesse in Campionato Primavera 2 2026-2027.
Note:
Tre punti per la vittoria, uno per il pareggio, zero per la sconfitta.

## Statistiche
Aggiornate al 17 agosto 2025.

### Primati stagionali

#### Squadre
- Maggior numero di vittorie: Frosinone, Inter, Genoa, Milan e Napoli (1)
- Minor numero di vittorie:
- Maggior numero di pareggi: Bologna, Cesena, Juventus e Sassuolo (1)
- Minor numero di pareggi:
- Maggior numero di sconfitte: Cagliari, Cremonese, Lazio, Lecce e Monza (1)
- Minor numero di sconfitte:
- Miglior attacco: Genoa, Juventus, Milan e Sassuolo (2 gol fatti)
- Peggior attacco:
- Miglior difesa:
- Peggior difesa: Juventus, Lazio, Lecce e Sassuolo (2 gol subìti)
- Miglior differenza reti: Frosinone, Genoa, Inter, Milan e Napoli (+1)
- Peggior differenza reti: Cagliari, Cremonese, Lazio, Lecce e Monza (-1)
- Miglior serie positiva: Bologna, Cesena, Juventus, Frosinone, Genoa, Inter, Milan, Napoli e Sassuolo (1, 1ª giornata)
- Peggior serie negativa: Bologna, Cagliari, Cremonese, Cesena, Juventus, Lazio, Lecce, Monza e Sassuolo (1, 1ª giornata)
- Maggior numero di vittorie consecutive: Frosinone, Genoa, Inter, Milan e Napoli (1, 1ª giornata)
- Maggior numero di pareggi consecutivi: Bologna, Cesena, Juventus e Sassuolo (1, 1ª giornata)
- Maggior numero di sconfitte consecutive: Cagliari, Cremonese, Lazio, Lecce e Monza (1, 1ª giornata)

#### Partite
- Partita con più gol: Juventus-Sassuolo 2-2 (4, 1ª giornata)
- Pareggio con più gol: Juventus-Sassuolo 2-2 (4, 1ª giornata)
- Maggior scarto di gol: Frosinone-Cremonese 1-0 (1, 1ª giornata), Lazio-Genoa 1-2 (1, 1ª giornata), Lecce-Milan 1-2 (1, 1ª giornata), Monza-Inter 0-1 (1, 1ª giornata) e Napoli-Cagliari 1-0 (1, 1ª giornata)
- Maggior numero di reti in una giornata:
- Minor numero di reti in una giornata:
- Maggior numero di espulsioni in una giornata:
- Maggior numero di pareggi in una giornata:

### Classifica marcatori
Aggiornata al 17 agosto 2025.
| Gol | Rigori |  | Giocatore           | Squadra   |
| --- | ------ |  | ------------------- | --------- |
| 2   |        |  | Simone Lontani      | Milan     |
| 1   |        |  | Silvano Biggi       | Juventus  |
| 1   |        |  | Mattia Esposito     | Napoli    |
| 1   |        |  | Jacopo Grossi       | Genoa     |
| 1   |        |  | Iván López          | Juventus  |
| 1   |        |  | Alessandro Luchetti | Frosinone |
| 1   |        |  | Nemanja Milojevic   | Lecce     |
| 1   |        |  | Gabriele Negri      | Sassuolo  |
| 1   |        |  | Marco Romano        | Genoa     |
| 1   |        |  | Giacomo Seminari    | Sassuolo  |
| 1   |        |  | Federico Serra      | Lazio     |
| 1   | 1      |  | Jamal Idrissou      | Inter     |

## Play-out
| maggio 2026, ore CEST Gara unica |  | – |  |  |

## Fase finale

### Squadre ammesse
- Sconosciuta (semifinali)
- Sconosciuta (semifinali)
- Sconosciuta (1º turno)
- Sconosciuta (1º turno)
- Sconosciuta (1º turno)
- Sconosciuta (1º turno)

### Tabellone
|  | 1º turno | 1º turno | 1º turno |  |  | Semifinali | Semifinali | Semifinali |  |  | Finale | Finale | Finale |  |
|  |          |          |          |  |  |            |            |            |  |  |        |        |        |  |
|  |          |          |          |  |  | 1          |            |            |  |  |        |        |        |  |
|  |          |          |          |  |  |            |            |            |  |  |        |        |        |  |
|  |          |          |          |  |  |            |            |            |  |  |        |        |        |  |
|  |          |          |          |  |  |            |            |            |  |  |        |        |        |  |
|  |          |          |          |  |  |            |            |            |  |  |        |        |        |  |
|  |          |          |          |  |  |            |            |            |  |  |        |        |        |  |
|  |          |          |          |  |  |            |            |            |  |  |        |        |        |  |
|  |          |          |          |  |  |            |            |            |  |  |        |        |        |  |
|  |          |          |          |  |  |            |            |            |  |  |        |        |        |  |
|  |          |          |          |  |  |            |            |            |  |  |        |        |        |  |
|  |          |          |          |  |  |            |            |            |  |  |        |        |        |  |
|  |          |          |          |  |  |            |            |            |  |  |        |        |        |  |
|  |          | 2        |          |  |  |            |            |            |  |  |        |        |        |  |
|  |          |          |          |  |  |            |            |            |  |  |        |        |        |  |
|  |          |          |          |  |  |            |            |            |  |  |        |        |        |  |

#### Turno preliminare
| maggio 2026, ore CEST |  | – |  |  |

| maggio 2026, ore CEST |  | – |  |  |

### Semifinali
| maggio 2026, ore CEST |  | – |  |  |

| maggio 2026, ore CEST |  | – |  |  |

### Finale
| maggio 2026, ore CEST |  | – |  |  |